# Cavité tympanique
La cavité tympanique (ou caisse du tympan) est une petite cavité entre l'oreille externe et l'oreille interne, entourant les os de l'oreille moyenne.
À l'intérieur se trouvent les osselets, trois petits os (enclume, marteau et étrier) qui transmettent les vibrations sonores du tympan à la fenêtre ovale.

## Description
La cavité tympanique est délimitée par :
- La paroi latérale (ou paroi membraneuse ) face à l'oreille externe, elle est séparée du méat auditif externe par la membrane tympanique et une partie de l'anneau osseux dans lequel cette membrane s'insère. Cet anneau osseux est incomplet à sa partie supérieure, formant l'encoche de Rivinus, à proximité de laquelle se trouvent trois petites ouvertures : le iter chordæ posterius, la fissure pétro-tympanique, et le iter chordæ anterius.

L'iter chordæ posterius est situé dans l'angle de jonction entre la paroi mastoïdienne et membraneuse de la cavité tympanique immédiatement derrière la membrane tympanique et au niveau de l'extrémité supérieure du manche du marteau. Il débouche dans un canal minuscule, qui descend devant le canal du nerf facial, et se termine dans ce canal près du foramen stylo-mastoïdien. À travers lui, le nerf de la corde du tympan pénètre dans la cavité tympanique.
La fissure pétro-tympanique s'ouvre juste au-dessus et devant l'anneau osseux dans lequel la membrane tympanique est insérée. A cet endroit c'est une simple fente d'environ 2 mm. en longueur. Elle loge le processus antérieur du marteau et le ligament antérieur du marteau. Elle donne le passage à l'artère tympanique antérieure.
L'iter chordæ anterius est placé à l'extrémité médiale de la fissure pétro-tympanique. La corde du tympan quitte la cavité tympanique par ce passage.
- La paroi médiale (ou paroi labyrinthique) face à l'oreille interne est verticale, et présente la fenêtre du vestibule, la fenêtre de la cochlée, le promontoire, et la proéminence du canal facial.
- La paroi supérieure (ou paroi tegmentale ) est formée par une mince lamelle d'os, le tegmen tympani. Elle est formée par l'écaille de l'os temporal et par la partie pétreuse et elle sépare les cavités crânienne et tympanique. La fissure pétro-squameuse occupe la partie médiane de la paroi dans le grand axe de la cavité et elle fait saillie pour former la crête pétro-squameuse supérieure. Elle se prolonge vers l'arrière de manière à recouvrir l'antre mastoïdien, et vers l'avant pour recouvrir la trompe d'Eustache et le canal du muscle tenseur du tympan.

La partie de la cavité comprise entre cette paroi et le plan formé par le bord supérieur du tympan et le plafond du conduit auditif externe s'appelle le récessus épitympanique.
- La paroi inférieure (ou paroi jugulaire ) est étroite et consiste en une fine plaque osseuse, le fundus tympani qui sépare la cavité tympanique de la fosse jugulaire. Elle présente, près de la paroi labyrinthique, une petite ouverture pour le passage de la branche tympanique du nerf glosso-pharyngé.
- La paroi postérieure (ou paroi mastoïdienne ) est plus large en haut qu'en bas. Dans sa partie supérieure se trouve l'aditus ad antrum orifice donnant accès à l'antre mastoïdienne. Au-dessous se trouve l'éminence pyramidale au sommet de laquelle un orifice dans lequel passe le tendon du muscle stapédien. Entre l'éminence et le sillon tympanique se trouve l'orifice de sortie de la corde du tympan. La paroi mastoïdienne est creusée de deux canaux : la partie verticale du canal du nerf facial et le canal du muscle stapédien.
- La paroi antérieure (ou paroi carotidienne ) est plus large en haut qu'en bas. Elle est formée par une fine lame osseuse creusée de petits orifices laissant passer les nerfs carotico-tympaniques et des veinules. Cette lame osseuse sépare la cavité du canal carotidien. À la partie supérieure de la paroi antérieure se trouvent l'orifice du canal du muscle tenseur du tympan et l'orifice postérieur du tube auditif.

## Embryologie
La cavité tympanique est formée à partir de la première poche branchiale.

## Aspect clinique
Si elle est endommagée, la membrane tympanique peut être réparée lors d'une procédure appelée tympanoplastie.
Si du liquide s'accumule dans l'oreille moyenne à la suite d'une infection ou pour toute autre raison, il peut être drainé en perforant la membrane tympanique avec une aiguille de gros calibre (paracentèse).

## Galerie

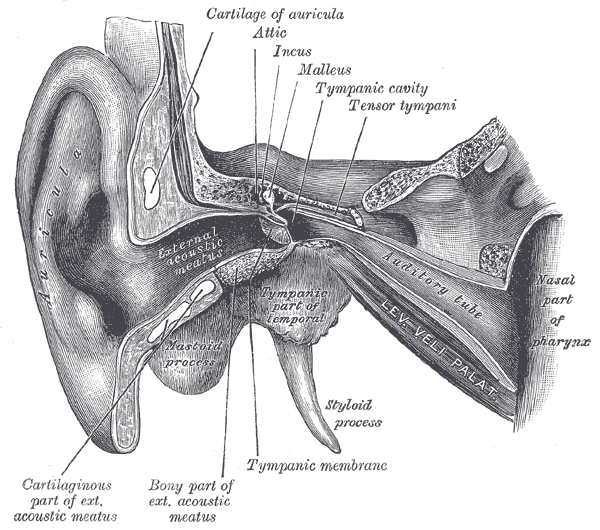
Oreille externe et moyenne, ouverte de face. Côté droit.
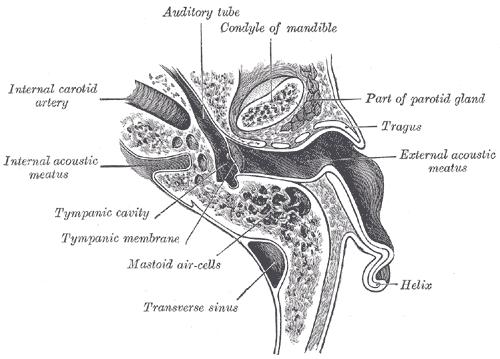
Section horizontale à travers l'oreille gauche ; moitié supérieure de la coupe.
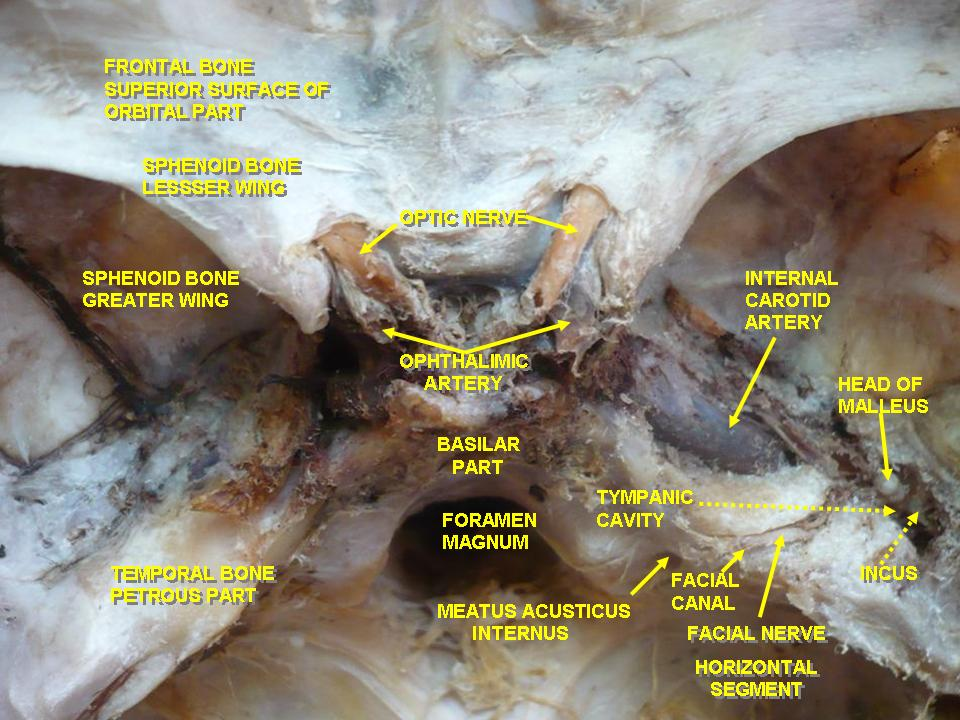
Cavité tympanique. Canal facial. Artère carotide interne.
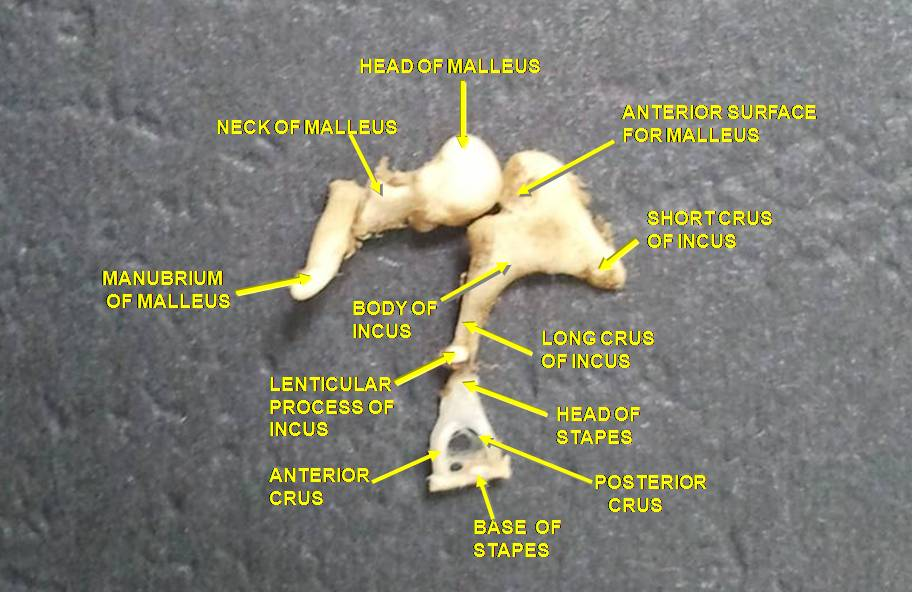
Osselets auditifs. Cavité tympanique. Dissection profonde.